# Pływanie na Letnich Igrzyskach Olimpijskich 2004 – 400 m stylem zmiennym mężczyzn
400 m stylem zmiennym mężczyzn – jedna z konkurencji pływackich, które odbyły się podczas XXVIII Igrzysk Olimpijskich. Zarówno eliminacje jak i finał miały miejsce 14 sierpnia. 
Złoty medal zdobył Amerykanin Michael Phelps, który pobił w finale rekord świata (4:08,26), zwyciężając z ponad trzysekundową przewagą. Srebro z czasem 4:11,81 wywalczył również reprezentant Stanów Zjednoczonych Erik Vendt, a brąz Węgier László Cseh, uzyskując czas 4:12,15.

## Terminarz
Wszystkie godziny podane są w czasie greckim (UTC+03:00) oraz polskim (CEST).
| Data             | Godzina rozpoczęcia | Godzina rozpoczęcia |            |
| Data             | UTC+03:00           | CEST                |            |
| ---------------- | ------------------- | ------------------- | ---------- |
| 14 sierpnia 2004 | 10:00               | 09:00               | Eliminacje |
| 14 sierpnia 2004 | 19:30               | 18:30               | Finał      |

## Rekordy
Przed zawodami rekord świata i rekord olimpijski wyglądały następująco:
| Rekord            | Zawodnik       | Czas    | Miejsce    | Data             |
| ----------------- | -------------- | ------- | ---------- | ---------------- |
| Rekord świata     | Michael Phelps | 4:08,41 | Long Beach | 7 lipca 2004     |
| Rekord olimpijski | Tom Dolan      | 4:11,76 | Sydney     | 17 września 2000 |

W trakcie zawodów ustanowiono następujące rekordy:
| Data        | Etap konkurencji | Zawodnik       | Czas    | Rekord |
| ----------- | ---------------- | -------------- | ------- | ------ |
| 14 sierpnia | finał            | Michael Phelps | 4:08,26 | ,      |

## Wyniki

### Eliminacje
| Miejsce | Wyścig | Tor | Zawodnik            | Państwo           | Czas    | Uwagi |
| ------- | ------ | --- | ------------------- | ----------------- | ------- | ----- |
| 1.      | 5      | 4   | Michael Phelps      | Stany Zjednoczone | 4:13,29 | Q     |
| 2.      | 4      | 4   | László Cseh         | Węgry             | 4:14,26 | Q     |
| 3.      | 3      | 4   | Alessio Boggiatto   | Włochy            | 4:15,78 | Q     |
| 4.      | 3      | 5   | Jiro Miki           | Japonia           | 4:16,32 | Q     |
| 5.      | 3      | 7   | Ioannis Kokkodis    | Grecja            | 4:16,56 | Q     |
| 6.      | 4      | 3   | Oussama Mellouli    | Tunezja           | 4:16,68 | Q     |
| 6.      | 5      | 5   | Erik Vendt          | Stany Zjednoczone | 4:16,68 | Q     |
| 8.      | 5      | 6   | Travis Nederpelt    | Australia         | 4:16,77 | Q     |
| 9.      | 4      | 2   | Janis Drimonakos    | Grecja            | 4:16,83 |       |
| 10.     | 4      | 5   | Luca Marin          | Włochy            | 4:16,85 |       |
| 11.     | 5      | 3   | Justin Norris       | Australia         | 4:16,90 |       |
| 12.     | 4      | 7   | Robin Francis       | Wielka Brytania   | 4:18,34 |       |
| 13.     | 2      | 2   | Dean Kent           | Nowa Zelandia     | 4:18,55 |       |
| 14.     | 3      | 6   | Wu Peng             | Chiny             | 4:19,32 |       |
| 15.     | 5      | 2   | Brian Johns         | Kanada            | 4:21,10 |       |
| 16.     | 5      | 7   | Keith Beavers       | Kanada            | 4:21,47 |       |
| 17.     | 3      | 2   | Thiago Pereira      | Brazylia          | 4:22,06 |       |
| 18.     | 3      | 3   | Susumu Tabuchi      | Japonia           | 4:22,46 |       |
| 19.     | 3      | 1   | Lucas Salatta       | Brazylia          | 4:23,01 |       |
| 20.     | 2      | 1   | Kim Bang-hyun       | Korea Południowa  | 4:23,05 | NR    |
| 21.     | 5      | 1   | Igor Berezutskiy    | Rosja             | 4:23,20 |       |
| 22.     | 2      | 4   | Jeremy Knowles      | Bahamy            | 4:23,29 |       |
| 23.     | 4      | 6   | Adrian Turner       | Wielka Brytania   | 4:23,53 |       |
| 24.     | 5      | 8   | Alexey Kovrigin     | Rosja             | 4:23,77 |       |
| 25.     | 2      | 6   | Bradley Ally        | Barbados          | 4:24,70 |       |
| 26.     | 4      | 1   | Dmytro Nazarenko    | Ukraina           | 4:26,15 |       |
| 27.     | 2      | 7   | Vytautas Janušaitis | Litwa             | 4:26,30 |       |
| 28.     | 4      | 8   | Liu Weijia          | Chiny             | 4:27,02 |       |
| 29.     | 2      | 5   | Yves Platel         | Szwajcaria        | 4:28,94 |       |
| 30.     | 2      | 8   | Guntars Deičmans    | Łotwa             | 4:29,17 |       |
| 31.     | 3      | 8   | Marko Milenkovič    | Słowenia          | 4:30,99 |       |
| 32.     | 1      | 4   | Saša Imprić         | Chorwacja         | 4:32,02 |       |
| 33.     | 1      | 5   | Andrew Mackay       | Kajmany           | 4:32,38 |       |
| 34.     | 2      | 3   | Miguel Molina       | Filipiny          | 4:33,25 |       |
| 35.     | 1      | 6   | Lin Yu-an           | Chińskie Tajpej   | 4:41,76 |       |
| 36.     | 1      | 3   | Nikita Polyakov     | Uzbekistan        | 5:09,66 |       |

### Finał
| Miejsce | Tor | Zawodnik          | Państwo           | Czas    | Uwagi |
| ------- | --- | ----------------- | ----------------- | ------- | ----- |
| 1. !    | 4   | Michael Phelps    | Stany Zjednoczone | 4:08,26 | ,     |
| 2. !    | 1   | Erik Vendt        | Stany Zjednoczone | 4:11,81 |       |
| 3. !    | 5   | László Cseh       | Węgry             | 4:12,15 |       |
| 4.      | 3   | Alessio Boggiatto | Włochy            | 4:12,28 |       |
| 5.      | 7   | Oussama Mellouli  | Tunezja           | 4:14,49 | AF    |
| 6.      | 2   | Ioannis Kokkodis  | Grecja            | 4:18,60 |       |
| 7.      | 6   | Jiro Miki         | Japonia           | 4:19,97 |       |
| 8.      | 8   | Travis Nederpelt  | Australia         | 4:20,08 |       |